# هشنيز
 هشنيز  بالفارسية (روستاى هشنيز ) قرية عامرة، تـتبع البلدة المركزية (القابندية) (بالفارسية: بخش مرکزی شهرستان گاوبندی)، في محافظة هرمزگان في جنوب إيران. وهي تابعة للنصوريين وتبعد 7 كيلومترات غرب قرية بوجير، أهل هشنيز يعرفون بالشجاعة ووفرة السلاح ولذلك أصبحت لهم هيبة في المنطقة.

## حدود قرية هشنیز
حدود قرية هشنیز: من الشمال: جبل، ومن الجنوب مقام ، ومن الغرب قرية بهدشت، ومن الشرق تنتهي بقرية جهواز .

## السكان
يبلغ عدد سكان هذه القرية حسب تعداد السكان لعام 2006 للميلاد، (800) نسمه تشكل (205 عائلة) من أهل السنة والجماعة، سكان هذه القرية خليط من الشافعية
و الحنابلة والمالكية ، يتكلون الفارسية باللهجة المحلية، لهم مسجد، ومدرسة، وعيادة صحية صغيرة، وبركتان لحفظ مياه الأمطار .